# Wilfrid Tatham

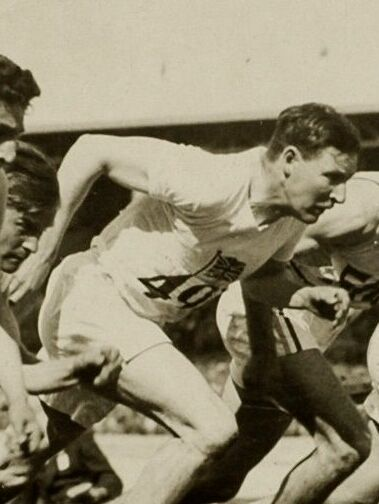
Wilfrid Tatham 1928

Wilfrid George Tatham (* 12. Dezember 1898 im London Borough of Bromley; † 26. Juli 1978 in St Helens Merseyside) war ein britischer Hürden- und Mittelstreckenläufer.
1928 erreichte er bei den Olympischen Spielen in Amsterdam über 800 m das Halbfinale und schied über 400 m Hürden im Vorlauf aus. 
Bei den British Empire Games 1930 in Hamilton wurde er für England startend Vierter über 440 Yards Hürden.
1924 wurde er Englischer Meister über 440 Yards Hürden.

## Persönliche Bestzeiten
- 800 m: 1:55,2 min, 1926
- 1500 m: 4:08,2 min, 29. Juli 1922, London
- 1 Meile: 4:25,4 min, 1921
- 440 Yards Hürden: 57,6 s, 1924